# Erik Prosperin
Erik Prosperin (15 de julio de 1739 - 4 de abril de 1803) fue un astrónomo sueco.
Ejerció como profesor de matemáticas y física en la Universidad de Upsala en 1767, y de astronomía de 1776 a 1798, fue nombrado miembro de la Real Academia de las Ciencias de Suecia (KVA) en 1771, y de la Real Sociedad de Ciencias de Upsala en 1774.
Es famoso por sus cálculos de órbitas planetarias, de satélites y cometas, entre ellas las de Urano (descubierto en 1781) -para el que propuso los nombres de Astraea, Cybele y Neptuno- y sus satélites. También fue uno de los primeros en calcular la órbita del primer asteroide descubierto: 1 Ceres, en 1801.
Prosperin calculó en total las órbitas de hasta 84 cometas, entre los cuales se encuentran el cometa Messier (C/1769 P1), el cometa Lexell (D/1770 L1), el Gran Cometa de 1771 (C/1771 A1, 1770 II), el cometa Montaigne (C/1774 P1), el cometa Bode (C/1779 A1), y el cometa Encke (2P/1795 V1).
El asteroide 7292 Prosperin fue así llamado en su honor.